# Redwood Materials
Redwood Materials, Inc. es una compañía estadounidense ubicada en Carson City, Nevada. Tiene como objetivo reciclar baterías y basura electrónica para producir materiales para baterías. Redwood Materials estaba valorada en 3700 millones de USD en julio de 2021.

## Historia

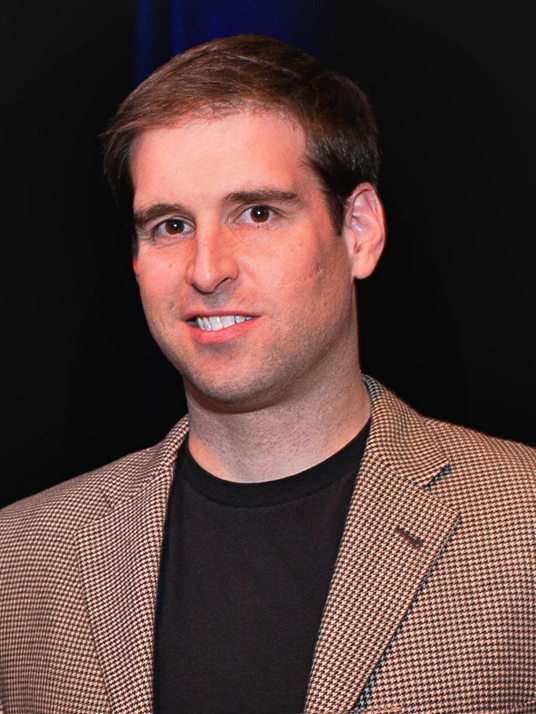
JB Straubel en 2012.

En 2017 Redwood Materials la fundó J. B. Straubel, que fue CTO de Tesla, Inc. hasta 2019. La compañía comenzó a construir sus instalaciones en Nevada, Estados Unidos. Llegó a acuerdos con Panasonic y Automotive Energy Supply.
En agosto de 2020 seguía operando en modo oculto (stealth mode) mientras desarrollaba las tecnologías y procesos.

El 29 de agosto de 2020 Straubel concedió una entrevista a The Wall Street Journal en la que reveló:
- Redwood Materials estaba inventando materiales sostenibles al crear cadenas de suministro circulares, convirtiendo basura en beneficio y resolviendo los impactos medioambientales de los nuevos productos antes de que ocurran.

- En 2019 Panasonic, socio de Tesla en la producción de baterías, comenzó una colaboración con Redwood Materials para recuperar los descartes y residuos de la producción de baterías: todos los descartes procedentes de la Gigafactoría de Tesla en Nevada se enviaban a Redwood.

- En 2020 Redwood  cerró su primera ronda de financiación con 40 millones de USD invertidos por Capricorn Investment Group y Breakthrough Energy Ventures, un fondo de inversión medioambiental que incluye al fundador de Amazon, Jeff Bezos y al cofundador de Microsoft, Bill Gates.

- Como parte del compromiso de Amazon con The Climate Pledge, un programa para la inversión de 2000 millones de USD para ayudar a Amazon y a otras compañías a acelerar el camino hacia un balance cero de carbono, Redwood recibió una inversión. Redwood ofrecerá a Amazon y a otras compañías formas sostenibles para reciclar baterías y productos electrónicos por medio de procesos de refinado medioambientalmente sostenibles para crear una cadena de suministro circular. Redwood Materials también ayudará a Amazon a reciclar vehículos eléctricos, otras baterías de iones de litio y basura electrónica procedentes de negocios de Amazon.
- En julio de 2021 Redwood Materials tenía más de 130 empleados.[2]

- Straubel esperaba que en 10 años el reciclaje reduciría a la mitad el precio de los materiales para las baterías de iones de litio en comparación con el minado de dichos materiales.

- En junio de 2021 Redwood anunció los planes para ampliar su instalación de Carson City, Nevada, hasta 51 097 metros cuadrados, y para construir otra instalación en el Tahoe-Reno Industrial Center y contratar a más de 500 empleados.[8]

En marzo de 2021 Redwood llegó a un acuerdo con Specialized, el tercer fabricante de bicicletas de Estados Unidos, para el reciclado de las baterías de las bicicletas eléctricas, que tienen una vida de entre cuatro y seis años.
En julio de 2021 Redwood levantó 700 millones de USD de inversores y firmas de capital riesgo. El grupo de gestión de inversiones T. Rowe Price Associates dirigió la Serie C de la ronda de inversión que incluyó a Goldman Sachs Asset Management, Baillie Gifford, Canada Pension Plan Investment Board, Fidelity Investments, Valor Equity Partners, Emerson Collective y Franklin Templeton Investments. También volvieron a invertir capital adicional Capricorn’s Technology Impact Fund, Breakthrough Energy Ventures (de Bill Gates) y el Climate Pledge Fund de Amazon.
J.B. Straubel probablemente invirtió millones de su fortura personal, valorada en 2021 por Forbes en al menos 900 millones de USD.
En septiembre de 2021 Redwood Materials llegó a un acuerdo estratégico con Ford para asegurarle una fuente sostenible doméstica de materiales para baterías. En 2021 Ford invirtió 50 millones de USD en Redwood Materials.

## Misión

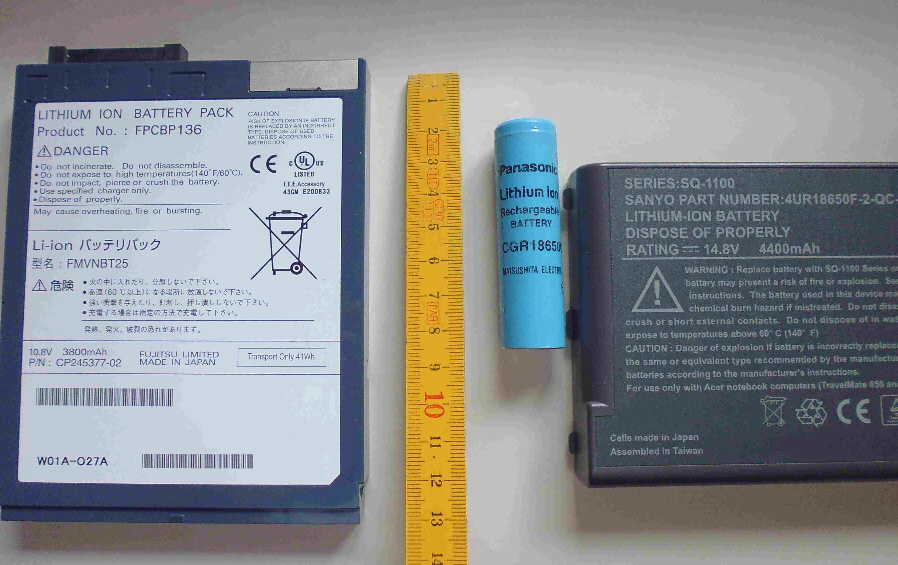
Tres baterías de iones de litio.

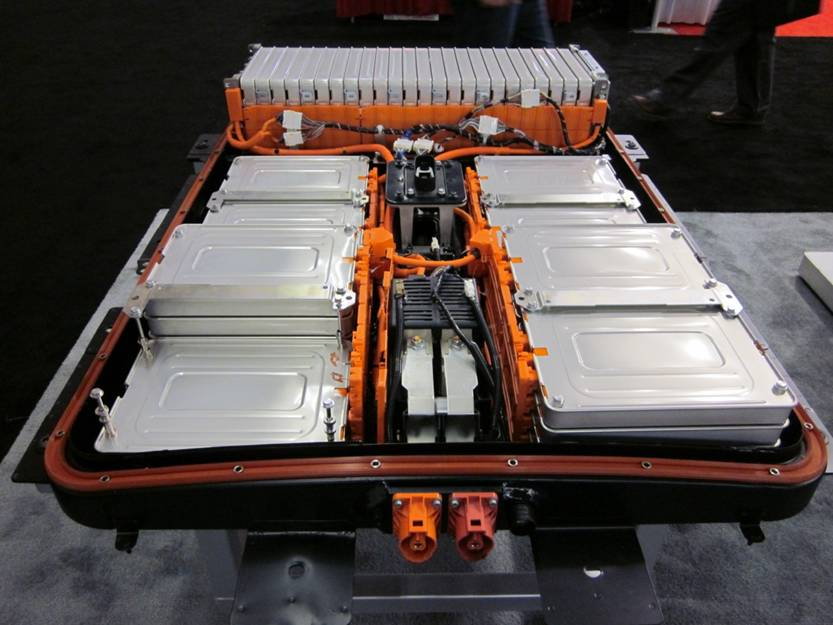
Batería en un Nissan Leaf.

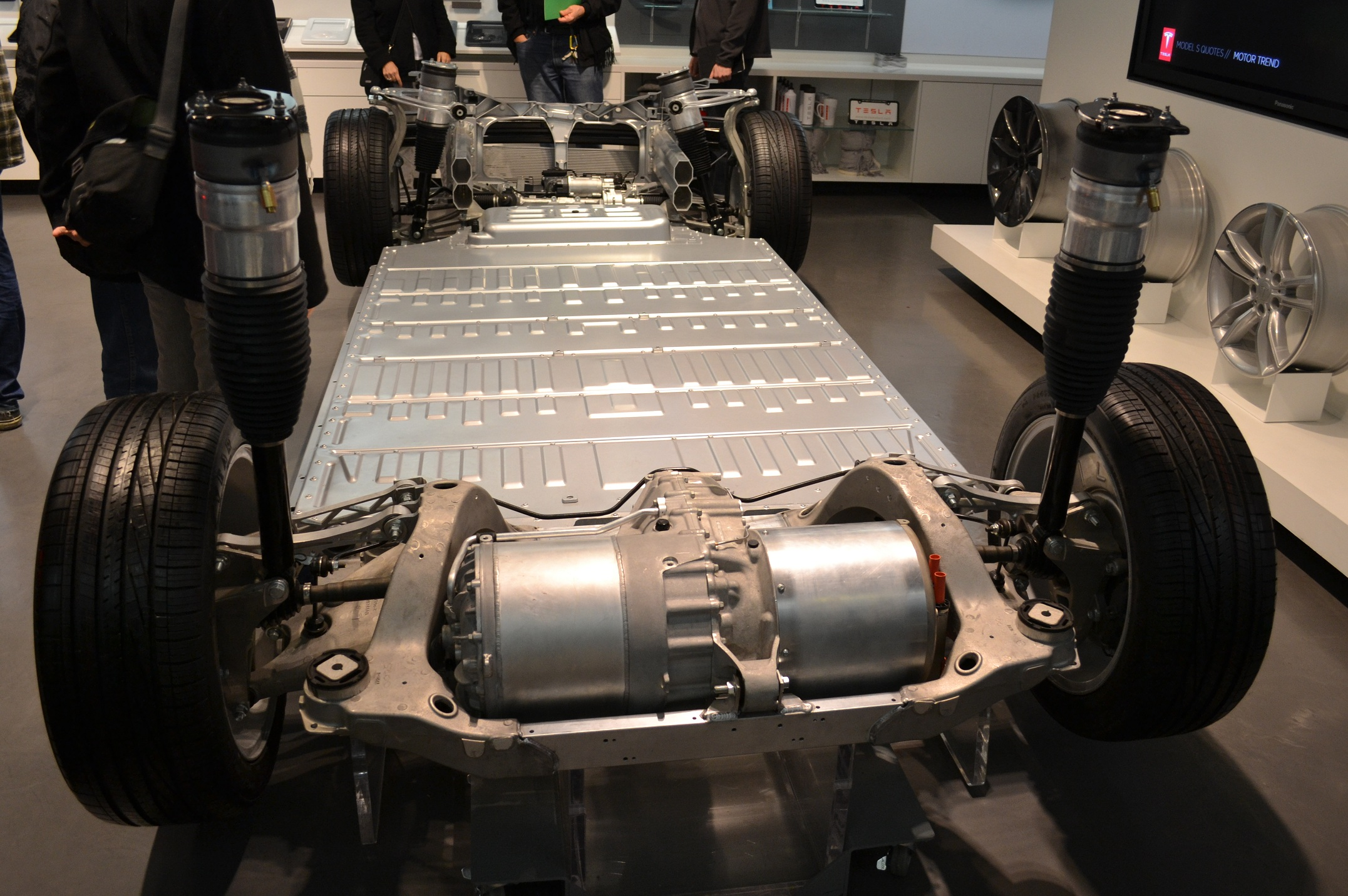
Batería y motor en un Tesla Model S.

Tiene como misión crear una cadena de suministro circular para vehículos eléctricos y productos de energía limpia, que los hace más sostenibles y reduce su componente más caro: las baterías. Redwood Materials quiere cerrar el ciclo en el final de la vida de las baterías para hacer completamente sostenibles y asequibles los vehículos eléctricos y sistemas de almacenamiento de energía. No solo recuperando y reciclando las baterías, sino refinando los materiales recuperados y fabricando materiales de precisión para baterías volviendo a usar los materiales.
La cadena de suministro actual es un sistema enrevesado que requiere que los materiales viajen decenas de miles de kilómetros hasta que se fabrica el producto final. Esto contribuye enormemente al coste total y a la huella de carbono.
Redwood producirá en Estados Unidos materiales estratégicos para baterías, comenzando por láminas de cobre para ánodos y materiales para cátodos. Planea transformar la cadena de suministro de baterías de iones de litio ofreciendo fuentes a gran escala producidas desde baterías recicladas y materiales minados. Estos dos productos formarán un ciclo cerrado y reutilizarán todo el litio, cobre, níquel y cobalto. A medida que más vehículos eléctricos alcancen su final aumentará el porcentaje de materiales domésticos para baterías.
Para 2025 proyectaban tener una capacidad de producir 100 GWh de material para cátodos y ánodos, suficiente para un millón de vehículos eléctricos. Para 2030 esperaban aumentar su producción hasta alcanzar los 500 GWh, suficiente para cinco millones de vehículos eléctricos.

## Equipo
En 2021 el equipo de Redwood Materials estaba formado por:
Fundador y CEO: J.B. Straubel.
COO (Jefe de Operaciones): Kevin Kassekert.
CFO (Director Financiero): Jason Thompson.
SVP Battery Materials Technology (Tecnología de materiales de baterías): Alan Nelson.
VP of Engineering (Ingeniería): Paul Voigt.
VP of Manufacturing Engineering (Ingeniería de fabricación): Brian Schupbach.
VP of Communications & Government Relations (Comunicación y relaciones con gobiernos): Alexis Georgeson.
VP of Products (Productos): David Okawa.
VP of Business Development (Desarrollo de negocio): Odd-Even Bustnes.

## Proceso
Como CTO de Tesla, J.B. Straubel contribuyó en el diseño de los paquetes de baterías de los vehículos Tesla y supervisó el desarrollo y operaciones de la Gigafactoría de Tesla en Nevada. Sus años fabricando baterías para coches eléctricos, que necesitaban cobalto, litio, níquel y cobre extraídos por todo el mundo, le hizo preocuparse por su disponibilidad a largo plazo y el impacto medioambiental.
En hornos que alcanzan 1480 grados Celsius las baterías se convierten en un metal líquido. Mediante otros procesos químicos se reduce el metal en formas altamente concentradas de litio, níquel y cobalto. El proceso retira partes que no se pueden reciclar y neutraliza materiales peligrosos. En enero de 2021 Redwood Materials estaba procesando 2 GWh de baterías —equivalentes a 30 000 vehículos eléctricos— con el objetivo de escalar el proceso a medida que más vehículos eléctricos llegaran a su fin.

‘Learning how to «un-manufacture» batteries at scale is difficult, but it's still easier, cheaper and more sustainable than extracting it from the soil.‘
‘Aprender a «desfabricar» baterías a escala es difícil, pero todavía es más fácil, barato y sostenible que extraerlas de la tierra.’
J.B. Straubel

En mayo de 2021 Redwood Materials había escalado su capacidad anual para recuperar material para fabricar 45 000 paquetes de baterías para coches eléctricos. Eso podría generar una facturación de 90 millones de USD, según un cálculo de Benchmark Mineral Intelligence que estimaba en 2000 USD el valor de los metales contenidos en un paquete de baterías medio.
En 2021 Redwood Materials afirmó que había inventado técnicas de reciclado que ya eran económicamente competitivas frente al minado.
En 2020 un coche eléctrico medio con una batería de 55 kWh fabricada con un cátodo NMC 622 contenía 7.4 kg de LCE (Lithium  Carbonate Equivalent: Equivalente de Carbonato de Litio) y 12 kg de cobalto refinado.
En el futuro un coche eléctrico con una batería de 77 kWh fabricada con un cátodo NMC 811 contendrá 8.4 kg de LCE y 6.6 kg de cobalto refinado.

## Materiales
De los muchos materiales presentes en las baterías, teléfonos móviles y aparatos electrónicos, Redwood Materials inicialmente se centró en reciclar:
- Litio (Li)
- Níquel (Ni)
- Cobre (Cu)
- Oro (Au)
- Plata (Ag)
- Cobalto (Co)
- Estaño (Sn)
- Paladio (Pd)
- Tantalio (Ta)
- Neodimio (Nd)
- Carbono (C)[17]

## Producción y reservas mundiales

### Cobalto
En 2018 la demanda aumentó un 25% hasta las 125 000 toneladas. Un 9% se atribuye al sector de las baterías para vehículos eléctricos.
La producción de cobalto en 2010 fue de 89 500 toneladas. La producción en 2018 fue de 140 000 toneladas.
En 2018 las reservas de cobalto mundiales se calculaban en 25 millones de toneladas. Las reservas terrestres se calculaban en 6.9 millones de toneladas.
Las mayores reservas estaban en la República Democrática del Congo (50%), Australia (17%), Cuba (7%), Filipinas (4%), Canadá (4%).

### Litio
De 2015 a 2018 la demanda de litio creció un 13% al año. En 2018 la demanda por las baterías recargables excedió las 144 000 toneladas de LCE (Lithium  Carbonate Equivalent: Equivalente de Carbonato de Litio).
La producción de litio en 2010 fue de 28 100 toneladas. La producción en 2018 fue de 85 000 toneladas.
Aunque el litio se encuentra en muchas rocas y salmueras naturales, la explotación comercial solo es posible en unos pocos depósitos con alta concentración. Las reservas totales se calculan en 62 millones de toneladas. Los depósitos de litio en salmueras representan el 66% de las reservas totales de litio. Las pegmatitas son el 26% y las hectoritas en depósitos de arcilla un 8%. Las reservas mundiales en salmueras y pegmatitas se calculaban en 2018 en 14 millones de toneladas. Las mayores reservas estaban el Chile (58%), Australia (19%), Argentina (14%), China (7%). Bolivia identificó recursos calculados en 9 millones de toneladas pero no tenía datos sobre sus reservas.

### Manganeso
La producción de manganeso en 2010 fue de 3900 toneladas. La producción en 2018 fue de 18 000 toneladas.
En 2018 las reservas de manganeso terrestres se calculaban en 760 millones de toneladas: Sudáfrica (30%), Ucrania (18%), Brasil (15%), Australia (13%), Gabón (9%). Hay cientos de minerales que contienen manganeso, pero solo diez tienen importancia para su explotación.

## Vehículos eléctricos
A finales de 2020 había 10 millones de coches eléctricos circulando por el mundo. En 2020 se vendieron unos tres millones de coches eléctricos en todo el mundo (un 4.6% del total). Europa se convirtió en el mayor mercado para vehículos eléctricos por primera vez. En 2020 las matriculaciones de autobuses eléctricos fueron de 600 000 y las de camiones eléctricos fueron de 31 000.

## Medioambiente
La minería tradicional tiene graves efectos medioambientales. La mayoría del litio viene de Australia y salmueras en Argentina, Bolivia y Chile, donde el agua es escasa. La minería en las regiones andinas implica bombear grandes cantidades de agua (1.9 millones de litros para producir una tonelada de litio) y quitárselas a agricultores y pastores, según un estudio de 2020 de las Naciones Unidas. Las actividades mineras en el salar de Atacama, Chile, consumen el 65% del agua de la región. El mismo estudio apunta que el cobalto extraído en la República Democrática del Congo emplea a 40 000 de niños en condiciones extremadamente peligrosas por salarios de miseria. El polvo de las minas de cobalto puede contener uranio y otros materiales tóxicos relacionados con enfermedades respiratorias y defectos en el nacimiento. Las minas de cobalto abandonadas suelen tener materiales sulfurosos que al contacto con el aire y el agua generan ácido sulfúrico que contamina el agua superficial. Las actividades mineras son responsables de la degradación de los ecosistemas y daños al paisaje. Respirar polvo de litio produce irritación pulmonar y la exposición prolongada lleva al edema pulmonar.

## Logotipo
En el logotipo de Redwood Materials las «oo» se representan con un símbolo de infinito ∞ que tiene dos flechas incrustadas con el intento de mostrar un reciclaje casi infinito de los materiales.